# Nunam Iqua
Nunam Iqua is een plaats (city) in de Amerikaanse staat Alaska, en valt bestuurlijk gezien onder Wade Hampton Census Area. De plaats werd in 1974 gesticht onder de naam Sheldon Point, in november 1999 werd de naam middels een referendum gewijzigd in Nunam Iqua.

## Demografie
Bij de volkstelling in 2000 werd het aantal inwoners vastgesteld op 164.

## Geografie
Volgens het United States Census Bureau beslaat de plaats een oppervlakte van
47,9 km², waarvan 34,1 km² land en 13,8 km² water.

## Plaatsen in de nabije omgeving
De onderstaande figuur toont nabijgelegen plaatsen in een straal van 88 km rond Nunam Iqua (Sheldon Point).